# Степановщина
Степа́новщина (рос. Степановщина) — присілок у складі Орловського району Кіровської області, Росія. Входить до складу Орловського сільського поселення.
Населення становить 172 особи (2010, 279 у 2002).
Національний склад станом на 2002 рік — росіяни 93 %.